# Kodiosoma
Kodiosoma é um gênero de traça pertencente à família Arctiidae.